# Plavání na mistrovství Evropy v plaveckých sportech 1966
Závody v plavání na mistrovství Evropy v plaveckých sportech za rok 1966 proběhly v Utrechtu, Nizozemsko ve dnech 20. až 27. srpna 1966.

## Výsledky

### Individuální disciplíny
| Muži                 | Zlato                          | Zlato   | Stříbro                    | Stříbro | Bronz                      | Bronz   |
| -------------------- | ------------------------------ | ------- | -------------------------- | ------- | -------------------------- | ------- |
| 100 m volný způsob   | Robert McGregor (GBR)          | 53,7    | Leonid Iljičov (URS)       | 54,3    | Udo Poser (GDR)            | 54,8    |
| 400 m volný způsob   | Frank Wiegand (GDR)            | 4:11,1  | Semjon Belic-Gejman (URS)  | 4:13,2  | Alain Mosconi (FRA)        | 4:13,6  |
| 1500 m volný způsob  | Semjon Belic-Gejman (URS)      | 16:58,5 | Alan Kimber (GBR)          | 17:13,2 | Alexandr Pletňov (URS)     | 17:17,9 |
| 200 m znak           | Jurij Hromak (URS)             | 2:12,9  | Jaime Monzo (ESP)          | 2:15,7  | Joachim Rother (GDR)       | 2:16,7  |
| 200 m motýlek        | Valentin Kuzmin (URS)          | 2:10,2  | Horst-Günter Gregor (GDR)  | 2:10,6  | Anatolij Skavronskij (URS) | 2:11,2  |
| 200 m prsa           | Heorhij Prokopenko (URS)       | 2:30,0  | Aleksandre Tutakaevi (URS) | 2:30,3  | Egon Henninger (GDR)       | 2:30,5  |
| 400 m polohový závod | Frank Wiegand (GDR)            | 4:47,9  | Andrej Dunajev (URS)       | 4:48,7  | Klaus Katzur (GDR)         | 4:55,7  |
| Ženy                 | Zlato                          | Zlato   | Stříbro                    | Stříbro | Bronz                      | Bronz   |
| 100 m volný způsob   | Martina Grunertová (GDR)       | 1:01,2  | Judit Turóczyová (HUN)     | 1:02,1  | Pauline Sillettová (GBR)   | 1:02,5  |
| 400 m volný způsob   | Claude Mandonnaudová (FRA)     | 4:48,2  | Aagje Koková (NED)         | 4:48,7  | Tamara Sosnovová (URS)     | 4:50,1  |
| 100 m znak           | Christine Caronová (FRA)       | 1:08,1  | Linda Ludgroveová (GBR)    | 1:08,9  | Cristina Balabanová (ROU)  | 1:09,7  |
| 100 m motýlek        | Aagje Koková (NED)             | 1:05,6  | Heike Hustedeová (FRG)     | 1:06,3  | Eila Pyrhönenová (FIN)     | 1:07,8  |
| 200 m prsa           | Halyna Prozumenščykovová (URS) | 2:40,8  | Irina Pozdňakovová (URS)   | 2:41,9  | Gillian Slatteryová (GBR)  | 2:47,9  |
| 400 m polohový závod | Elisabeth Heukelsová (NED)     | 5:25,0  | Heidi Pechsteinová (GDR)   | 5:26,0  | Ljudmila Chazijevová (URS) | 5:28,4  |

### Štafety
| Muži                   | Zlato | Zlato  | Stříbro | Stříbro | Bronz | Bronz  |
| ---------------------- | --- | ------ | --- | ------- | --- | ------ |
| 4×100 m volný způsob   | Východní Německo (GDR) (Frank Wiegand, Udo Poser, Horst-Günter Gregor, Peter Sommer, (r)Jochen Herbst, (r)Volker Frischke)                           | 3:36,8 | Sovětský svaz (URS) (Leonid Iljičov, Viktor Mazanov, Georgij Kulikov, Vladimir Šuvalov)                                                                                                  | 3:37,5  | Švédsko (SWE) (Lester Eriksson, Göran Jansson, Ingvar Eriksson, Jan Lundin, (r)Jan Lundmark)                 | 3:39,0 |
| 4×200 m volný způsob   | Sovětský svaz (URS) (Leonid Iljičov, Semjon Belic-Gejman, Alexandr Pletňov, Jevgenij Novikov, (r)Vladimir Bure, (r)Georgij Kulikov)                  | 8:00,2 | Východní Německo (GDR) (Horst-Günter Gregor, Alfred Müller, Udo Poser, Frank Wiegand, (r)Jochen Herbst, (r)Volker Frischke)                                                              | 8:01,6  | Švédsko (SWE) (Lester Eriksson, Olle Ferm, Ingvar Eriksson, Jan Lundin, (r)Mats Svensson, (r)Hans Rosendahl) | 8:04,3 |
| 4×100 m polohový závod | Sovětský svaz (URS) (Viktor Mazanov, Heorhij Prokopenko, Valentin Kuzmin, Leonid Iljičov, (r)Aleksadre Tutakaevi, (r)Vladimir Šuvalov)               | 4:02,4 | Východní Německo (GDR) (Jürgen Dietze, Egon Henninger, Horst-Günter Gregor, Frank Wiegand, (r)Peter Sommer, (r)Jochen Herbst)                                                            | 4:02,9  | Maďarská lidová republika (HUN) (József Csikány, Ferenc Lenkei, Ákos Gulyás, István Szentirmay)              | 4:05,9 |
| Ženy                   | Zlato | Zlato  | Stříbro | Stříbro | Bronz | Bronz  |
| 4×100 m volný způsob   | Sovětský svaz (URS) (Natalija Sypčenková, Antonina Rudenková, Natalija Ustinovová, Tamara Sosnovová, (r)Taťjana Zabrodinová, (r)Svetlana Babaninová) | 4:11,3 | Švédsko (SWE) (Ingrid Gustavssonová, Ulla Jäfvertová, Ann-Charlotte Liljaová, Ann-Christine Hagbergová)                                                                                  | 4:12,2  | Nizozemsko (NED) (Catharina Beumerová, Mirjam van Hemertová, Albertha Weetelingová, Lydia Schaapová)         | 4:12,8 |
| 4×100 m polohový závod | Nizozemsko (NED) (Jacoba Sikkensová, Margretta Koková, Aagje Koková, Catharina Beumerová)                                                            | 4:36,4 | Sovětský svaz (URS) (Natalija Michajlovová, Halyna Prozumenščykovová, Taťjana Děvjatovová, Antonina Rudenková, (r)Taťjana Saveljevová, (r)Irina Pozdňakovová, (r)Ljudmila Koževnikovová) | 4:38,2  | Spojené království (GBR) (Linda Ludgroveová, Diana Harrisová, Judith Geganová, Pauline Sillettová)           | 4:38,4 |

## Medailová bilance
V plavání se rozdělilo celkem 18 sad medailí.
| Pořadí | Stát                                   |       | Muži    | Muži  | Muži  |         | Ženy  | Ženy  | Ženy    |       | Muži + Ženy | Muži + Ženy | Muži + Ženy | Celkem |
| Pořadí | Stát                                   | Zlato | Stříbro | Bronz | Zlato | Stříbro | Bronz | Zlato | Stříbro | Bronz |             |             |             | Celkem |
| ------ | -------------------------------------- | ----- | ------- | ----- | ----- | ------- | ----- | ----- | ------- | ----- | ----------- | ----------- | ----------- | ------ |
| 1.     | Sovětský svaz (URS)                    |       | 6       | 5     | 2     |         | 2     | 2     | 2       |       | 8           | 7           | 4           | 19     |
| 2.     | Východní Německo (GDR)                 |       | 3       | 3     | 4     |         | 1     | 1     | 0       |       | 4           | 4           | 4           | 12     |
| 3.     | Nizozemsko (NED)                       |       | 0       | 0     | 0     |         | 3     | 1     | 1       |       | 3           | 1           | 1           | 5      |
| 4.     | Francie (FRA)                          |       | 0       | 0     | 1     |         | 2     | 0     | 0       |       | 2           | 0           | 1           | 3      |
| 5.     | Spojené království (GBR)               |       | 1       | 1     | 0     |         | 0     | 1     | 3       |       | 1           | 2           | 3           | 6      |
| 6.     | Švédsko (SWE)                          |       | 0       | 0     | 2     |         | 0     | 1     | 0       |       | 0           | 1           | 2           | 3      |
| 7.     | Maďarská lidová republika (HUN)        |       | 0       | 0     | 1     |         | 0     | 1     | 0       |       | 0           | 1           | 1           | 2      |
| 8.     | Západní Německo (FRG)                  |       | 0       | 0     | 0     |         | 0     | 1     | 0       |       | 0           | 1           | 0           | 1      |
| 8.     | Španělský stát (ESP)                   |       | 0       | 1     | 0     |         | 0     | 0     | 0       |       | 0           | 1           | 0           | 1      |
| 10.    | Rumunská socialistická republika (ROU) |       | 0       | 0     | 0     |         | 0     | 0     | 1       |       | 0           | 0           | 1           | 1      |
| 10.    | Finsko (FIN)                           |       | 0       | 0     | 0     |         | 0     | 0     | 1       |       | 0           | 0           | 1           | 1      |
| Celkem | Celkem                                 |       | 10      | 10    | 10    |         | 8     | 8     | 8       |       | 18          | 18          | 18          | 54     |